# 曾庆淮
曾庆淮（1941年2月21日—），乳名阿留，男，上海人，祖籍江西吉安，中华人民共和国政治人物，曾担任中国文化部特别巡视员、中华民族促进会副主席、文化部驻香港特派员等职务。是活跃在中国的”文化大亨“，多次策划中国大型文艺晚会和艺术活动。曾庆淮是曾山家族中颇具争议的一个人物，亦官亦商，并有不少负面消息在民间流传。

## 生平
曾庆淮祖籍江西省吉安市永和镇锦原村，1941年出生于上海。初中毕业后曾到工厂做工20多年，随着曾庆红在六四事件后得势，曾庆淮于1980年代末期进入中国文化部工作，从该部门的基层到艺术司司长、再到特别巡视员，一路高升。在文化部工作期间，負責文藝演出是其职责之一，他主导成立北京歌華有限公司，将公司上市，圈錢数亿人民币。北京市的有線電視接入服務也被其壟斷，仅此一项，每年就獲利数千萬人民币，尔后创立的歌華寬帶網絡服務公司，又獲利颇丰。后来，曾庆红委派曾庆淮任文化部驻香港特派员，以便与香港各界接触，收集信息。

## 家庭
父亲曾山，原内务部部长。母亲邓六金。兄曾庆红，原中共政治局常委、国家副主席。弟曾庆洋、曾庆源，妹曾海生。
女儿曾宝宝，花样年控股集团有限公司创办人兼执行董事，2009年随着花样年的上市，财富达70.8 亿港元。